# 2005年吉尔吉斯斯坦总统选举
2005年吉尔吉斯斯坦总统选举于2005年7月10日举行。代总统库尔曼别克·巴基耶夫取得压倒性胜利，当选下一任吉尔吉斯斯坦总统。他获得了86.97%的选票。